# Pascoea dohrni
Pascoea dohrni là một loài bọ cánh cứng trong họ Cerambycidae.